# ゴライアスオオツノハナムグリ

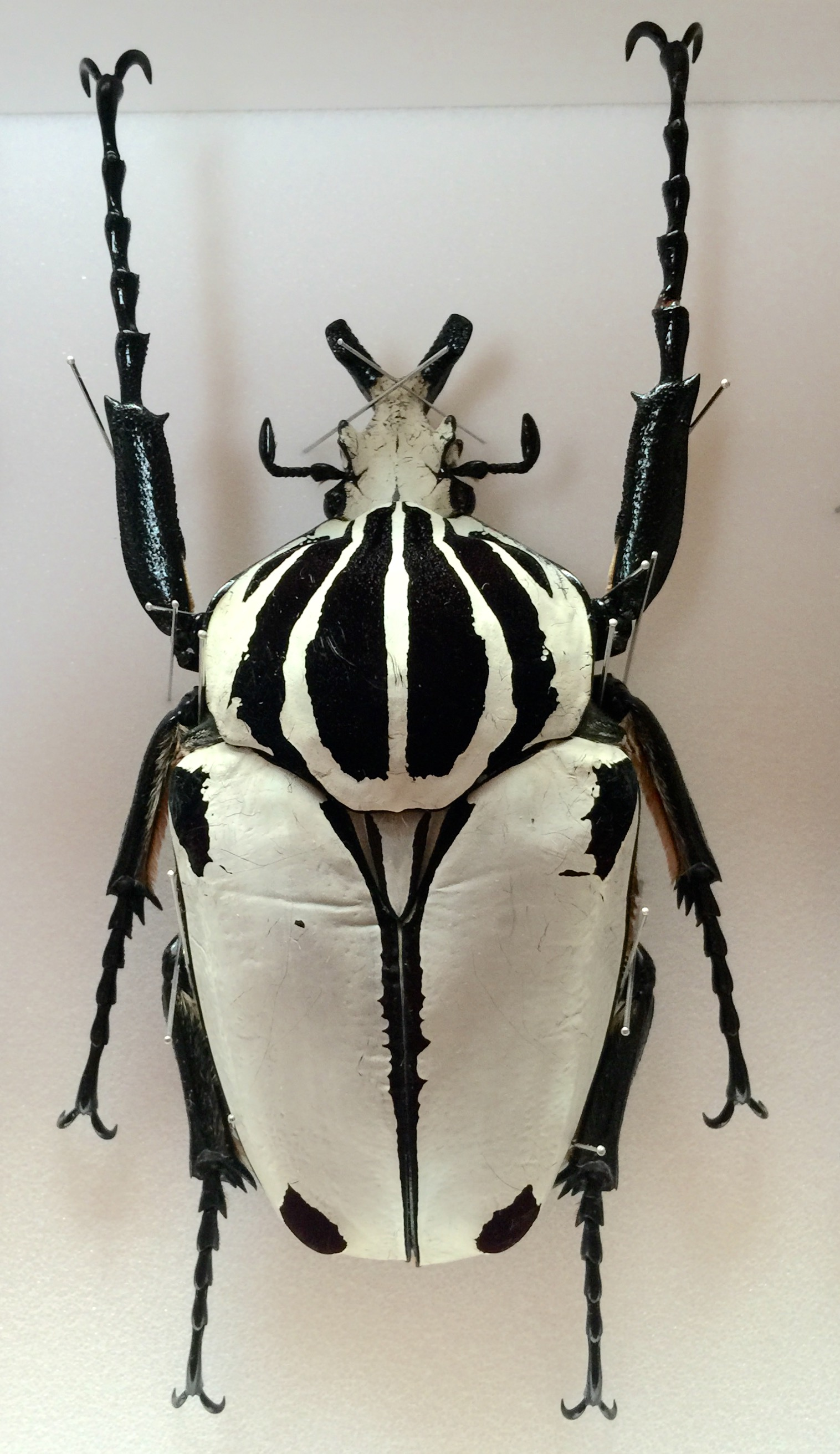
ゴライアス クワドリマキュラタス97㎜.

ゴライアスオオツノハナムグリは、昆虫綱甲虫目コガネムシ科に属する大型のハナムグリ。アフリカ大陸に生息する。Goliathus 属の総称だが、そのなかの Goliathus goliathus のみをも指し、また近縁種に「ゴライアス」の名を持つものが存在する。

## 由来
旧約聖書のサムエル記に登場する巨人ゴリアテ (Goliath) の英語読みゴライアスから。同じ由来の名前を持つ動物にはチョウの一種ゴライアストリバネアゲハや世界最大のカエルであるゴライアスガエルがいる。

## 形態
体長は♂65mm - 110mm、♀50mm - 75mm。
大型の個体は体長が10cmを越え、体高・体幅も大きい。大型のカブトムシの少ないアフリカでは最も大きいコガネムシである。また、世界一重い昆虫とされている。オスでは頭部に短い角を持ち、角は先が黒くなって2本に分かれる。脚は特に前脚が太く長く、力も強い。基本的に前胸背板には白地に黒色の模様が左右3対あり、後翅は白色に黒の模様がある。これらの模様は種によってわずかずつ異なり、同一種でもオスとメスでは模様が違う。
比較的頻繁に飛翔し、その巨体に似合わぬ速度と機敏さで飛ぶことができる。しかもハナムグリ亜科特有の鞘翅を広げない飛び方をするので、飛び立つ際にもわずかな（瞬間的）時間しか要しない。
前胸背板後縁は鋭いナイフのように発達し、前胸・中胸間の関節に力を入れて隙間を狭めることで、この「ナイフ」と上翅前端の間に物を挟み切断することができる。これは、天敵である各種のサルや鳥類への防衛手段と考えられる。同様の機能はコーカサスオオカブトなどにも見られる。

## 下位分類
オオサマゴライアス Goliathus goliathus
中央アフリカに生息する。前胸背板の黒い縞模様は端まで到達する。前胸背板は全体が褐色。f. apicalis, f. conspersus, f. undulus, f. albatus, f. quadrimaculatusと段階的に後翅の白い部分が増え、それにつれて希少価値が上がって値段も高くなる。ただしこれらの型が全て確認されているのはカメルーン産のみ。
レギウスゴライアス Goliathus regius
西アフリカに生息する。後翅は会合部が白くなる。
シラフゴライアス Goliathus orientalis
中央アフリカに生息する。後翅には白斑（しらふ）がある。f. undulatusは後翅の黒と白が反転しており、黒反転型と呼ばれる。
カタモンゴライアス Goliathus casicus
前胸背板と小楯板が黄色くなっている。後翅は両肩の隅のみ褐色に、あとは白色になる。f. noirがある。
サザナミゴライアス Goliathus albosignatus
4 - 7cmほどと、ゴライアスオオツノハナムグリでは最小。全体的に黄色味を帯びる。ssp. kirkianusは南方に生息し、脚には黒ではなく黄色い毛が生える。
シンジュゴライアス Goliathus kolbei
Argyrophegges属に含めることもある。タンザニアにて多産する。
プレーシーゴライアス Goliathus preissi
後翅は縦の褐色の筋が入る。シラフゴライアスから独立した。
アトラスゴライアス Goliathus atlas
とても珍しい。レギウスゴライアスの型とされていたが、その後別種扱いとなり、現在ではオオサマゴライアスとカタモンゴライアスの雑種と考えられている。

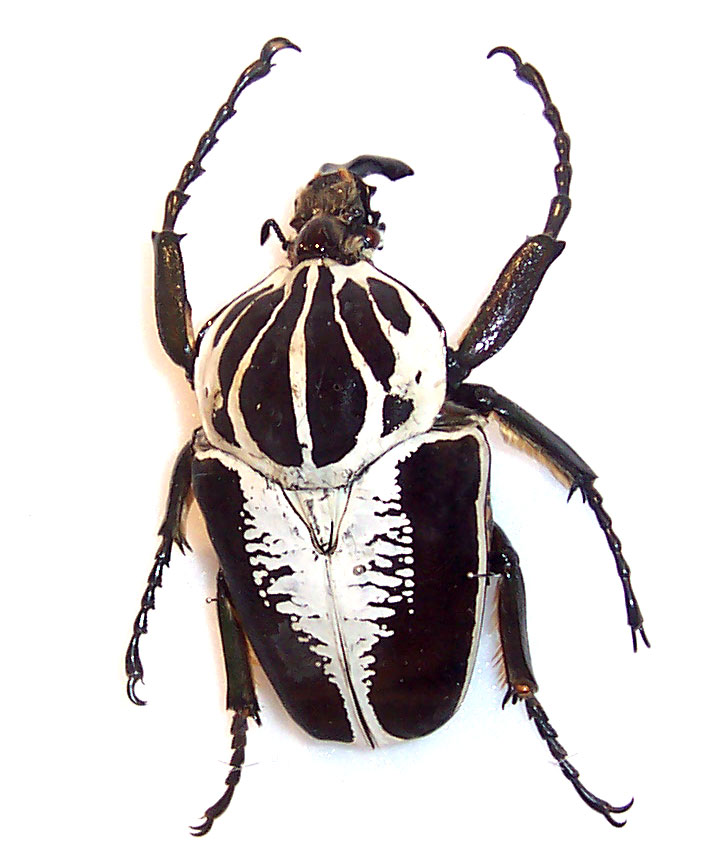
レギウスゴライアス Goliathus regius
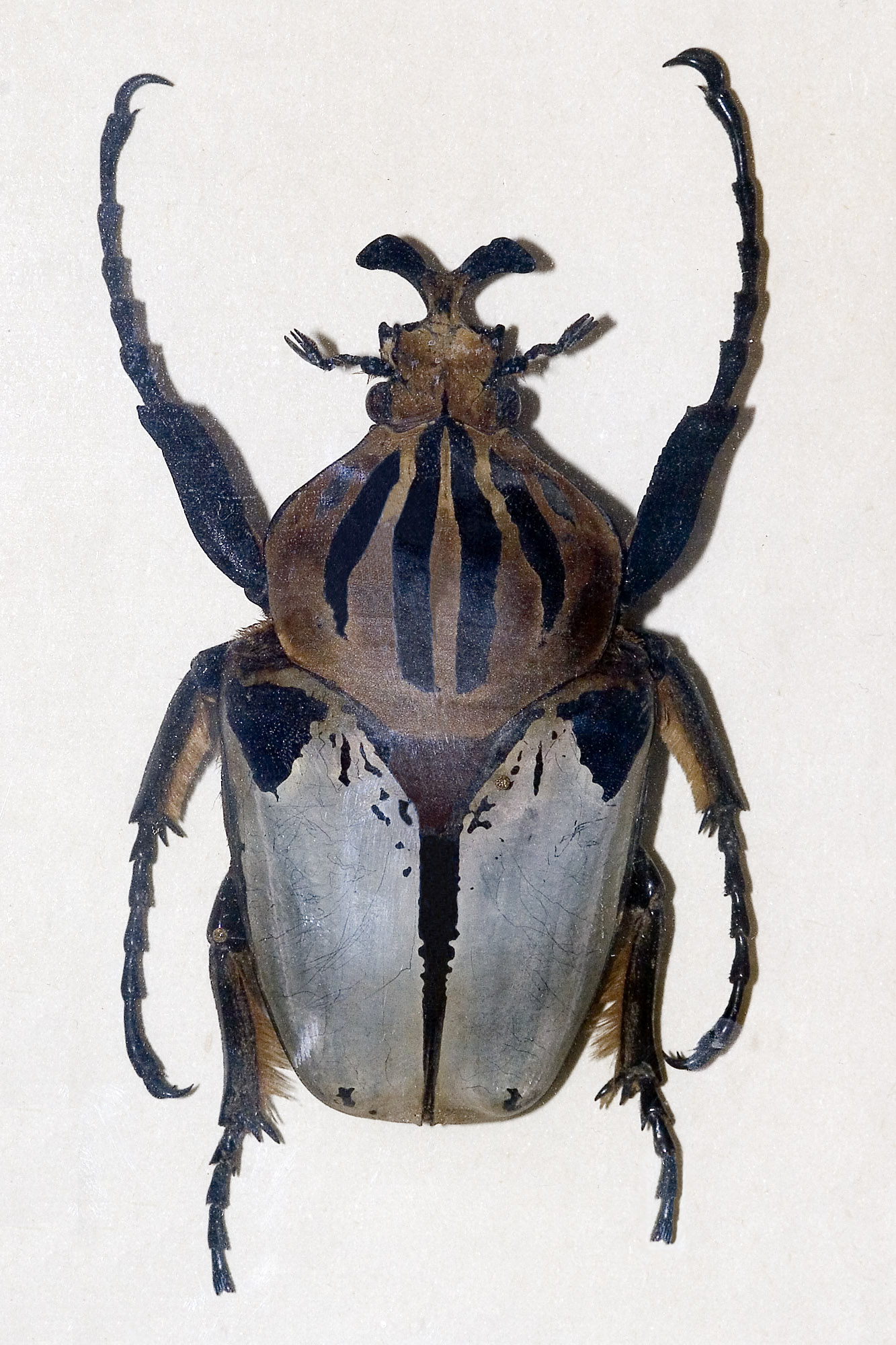
カタモンゴライアス Goliathus cacicus
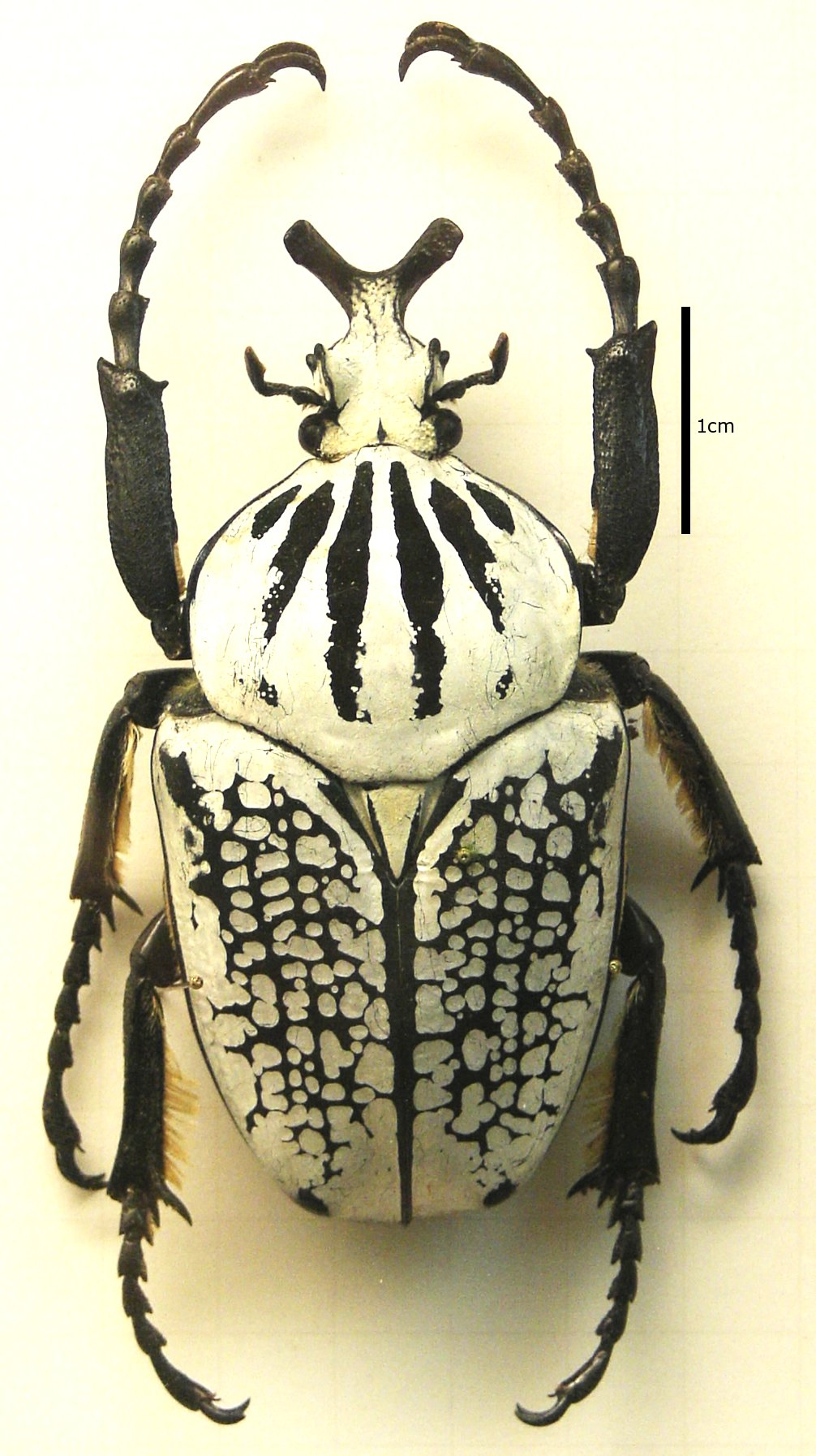
シラフゴライアス Goliathus orientalis
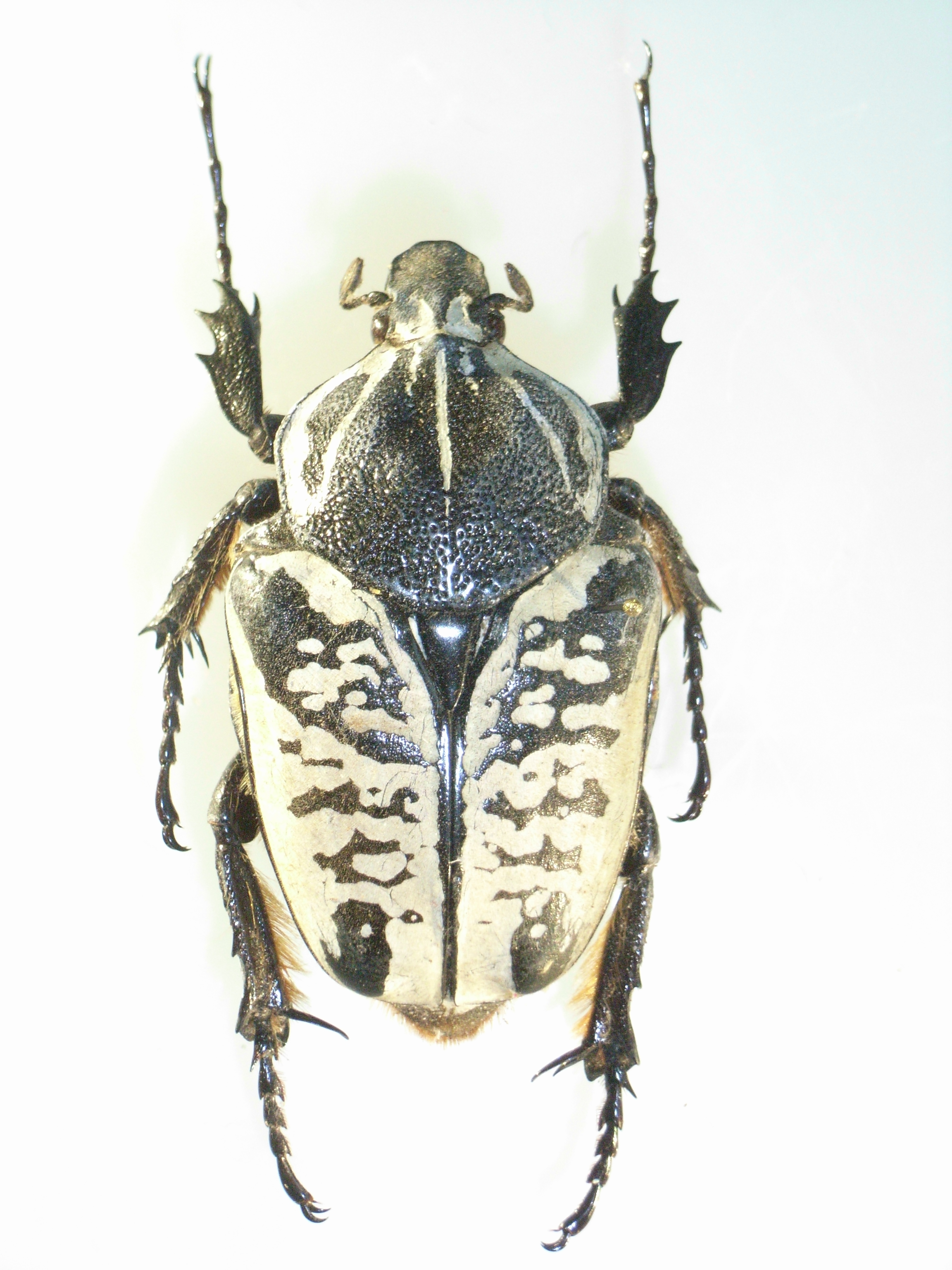
サザナミゴライアス Goliathus albosignatus
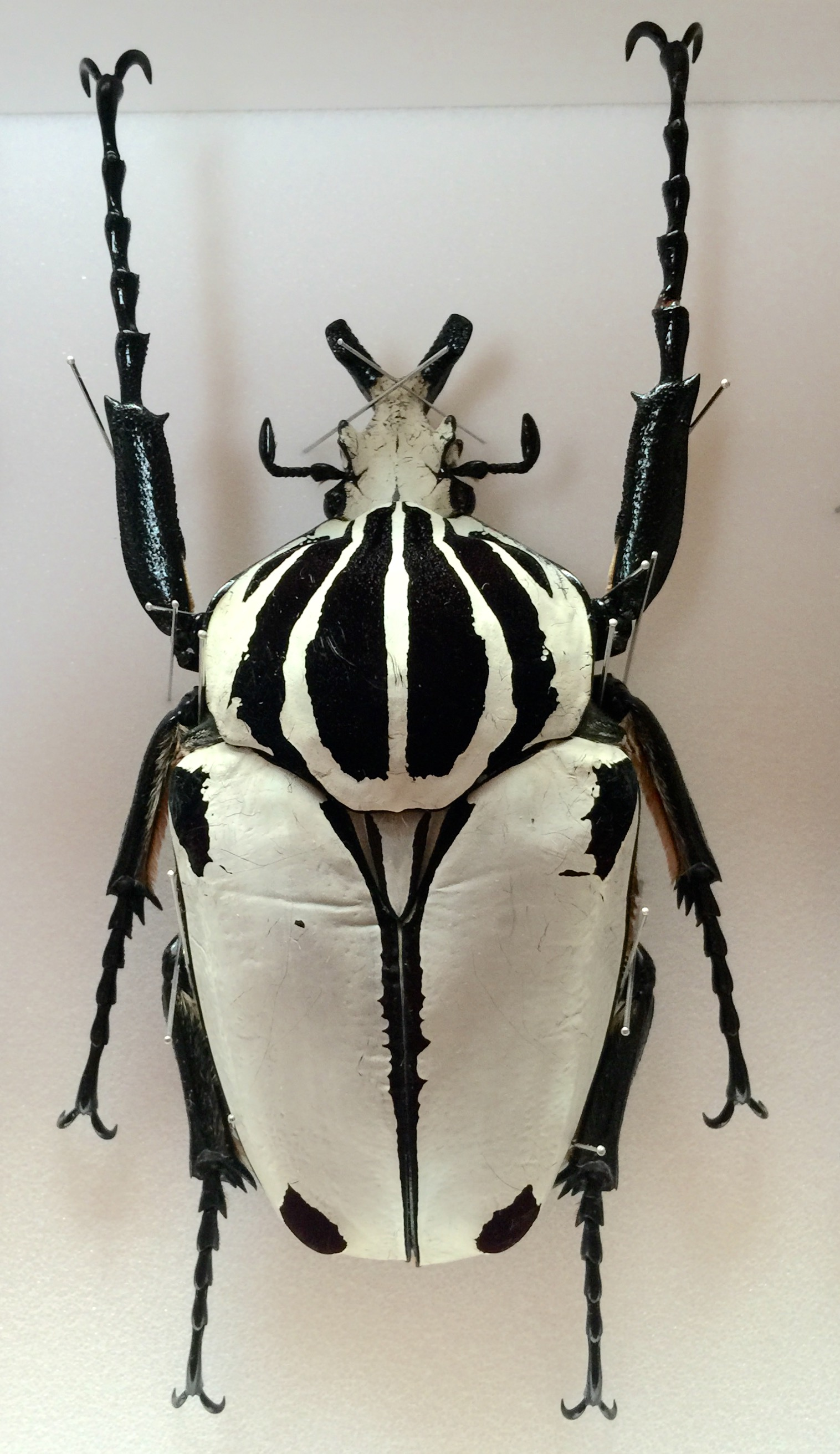
ゴライアス クワドリマキュラタス97㎜.